# Tourist Trophy 2013
La 94ª edizione del Tourist Trophy si è disputata fra il 25 maggio e il 7 giugno 2013.
Al termine di tutte le gare è Michael Dunlop con 120 punti totali ad aggiudicarsi il “Joey Dunlop TT Championship Trophy”, mentre Lee Johnston è il migliore dei piloti privati con 74 punti.

## Risultati
Come da tradizione la competizione si svolge sul circuito del Mountain, di ogni gara vengono riportati solo i primi dieci piloti. Dove non indicata la nazionalità si intende pilota britannico.

### Sidecar TT - gara 1
1º giugno. 3 giri (113,00 miglia).
| Pos. | Pilota          | Passeggero         | Motocicletta             | Velocità media | Tempo       |
| ---- | --------------- | ------------------ | ------------------------ | -------------- | ----------- |
| 1    | Tim Reeves      | Daniel Sayle       | LCR Honda                | 113.728 mph    | 59' 42.957  |
| 2    | Conrad Harrison | Mike Aylott        | Shelbourne Honda 600 cm³ | 113.093 mph    | 1:00.03.074 |
| 3    | Dave Molyneux   | Patrick Farrance   | DMR Kawasaki             | 113.077 mph    | 1:00.03.612 |
| 4    | John Holden     | Andrew Winkle      | LCR 600 cm³              | 112.189 mph    | 1:00.32.189 |
| 5    | Douglas Wright  | Martin Hull        | Baker F2 600 cm³         | 111.426 mph    | 1:00.56.999 |
| 6    | Gary Bryan      | Jamie Winn         | Baker Honda 600 cm³      | 111.067 mph    | 1:01.08.797 |
| 7    | Gary Knight     | Dan Knight         | DMR Kawasaki             | 109.131 mph    | 1:02.13.895 |
| 8    | Karl Bennett    | Lee Cain           | DMR ZX-6R                | 108.876 mph    | 1:02.22.626 |
| 9    | Robert Handcock | Basil Bevan        | Shelbourne Honda 600 cm³ | 108.633 mph    | 1:02.31.013 |
| 10   | Frank Lelias    | Charlie Richardson | LCR FII 600 cm³          | 108.047 mph    | 1:02.51.347 |

### Superbike TT
2 giugno. 6 giri (236,38 miglia).
| Pos. | Pilota          | Motocicletta      | Velocità media | Tempo       |
| ---- | --------------- | ----------------- | -------------- | ----------- |
| 1    | Michael Dunlop  | Honda CBR 1000RR  | 128.747 mph    | 1:45.29.980 |
| 2    | Cameron Donald  | Honda CBR 1000RR  | 127.920 mph    | 1:46.10.917 |
| 3    | John McGuinness | Honda CBR 1000RR  | 127.102 mph    | 1:46.51.907 |
| 4    | Guy Martin      | Suzuki GSX-R 1000 | 126.964 mph    | 1:46.58.894 |
| 5    | Conor Cummins   | Yamaha YZF R1     | 126.333 mph    | 1:47.30.929 |
| 6    | Michael Rutter  | Honda CBR 1000RR  | 126.260 mph    | 1:47.34.670 |
| 7    | James Hillier   | Kawasaki ZX-10R   | 126.063 mph    | 1:47.44.791 |
| 8    | Bruce Anstey    | Honda CBR 1000RR  | 125.690 mph    | 1:48.03.974 |
| 9    | William Dunlop  | Yamaha YZF R1     | 124.642 mph    | 1:48.58.482 |
| 10   | Joshua Brookes  | Suzuki GSX-R 1000 | 123.863 mph    | 1:49.39.593 |

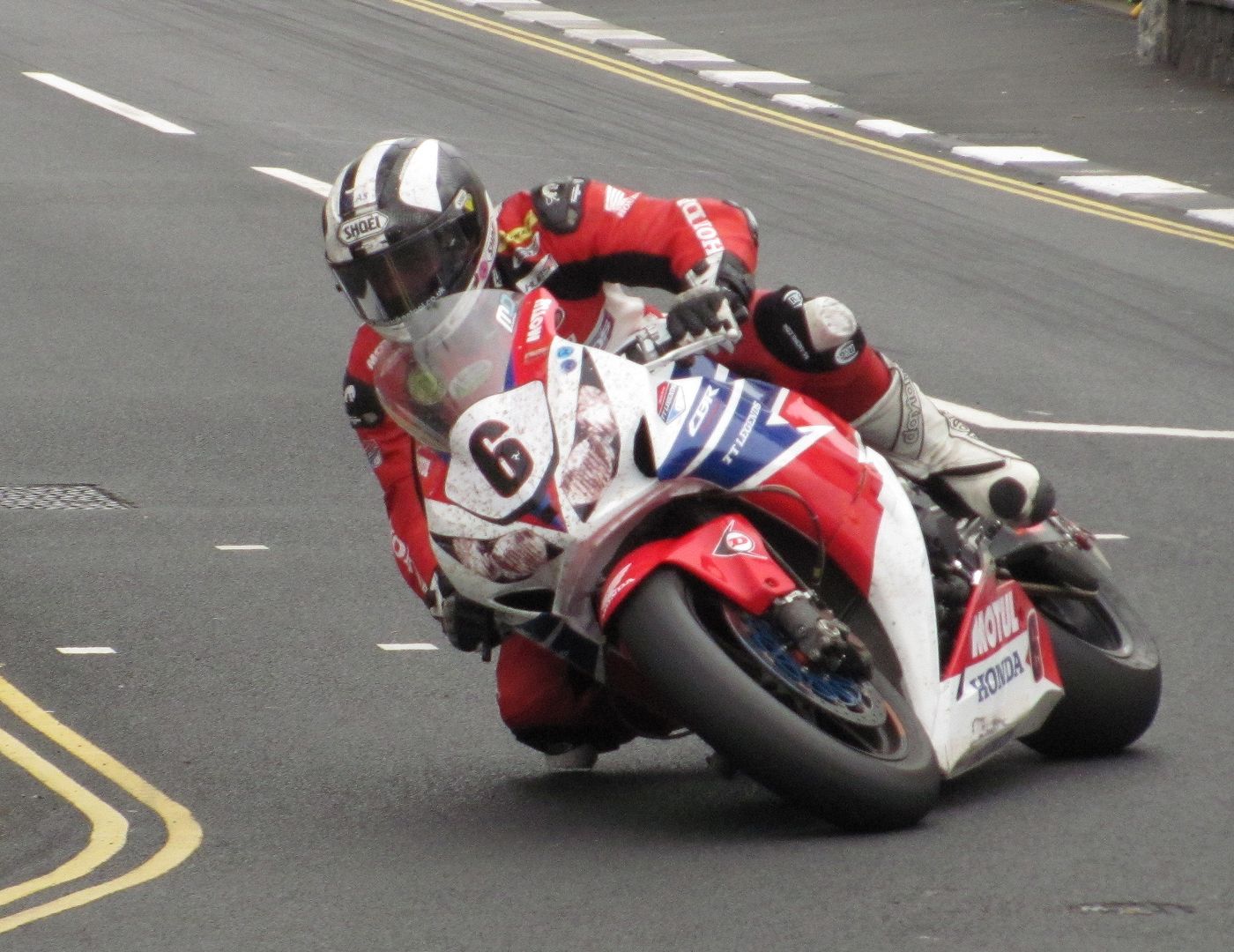
Michael Dunlop, vincitore del Superbike TT

Giro più veloce: John McGuinness – 131.671 mph (17' 11.572) (giro 6).

### Supersport Junior TT - gara 1
3 giugno. 4 giri (150,73 miglia).
| Pos. | Pilota          | Motocicletta        | Velocità media | Tempo       |
| ---- | --------------- | ------------------- | -------------- | ----------- |
| 1    | Michael Dunlop  | Honda CBR 600RR     | 125.182 mph    | 1:12.20.162 |
| 2    | Bruce Anstey    | Honda CBR 600RR     | 124.884 mph    | 1:12.30.520 |
| 3    | William Dunlop  | Yamaha YZF R6       | 124.510 mph    | 1:12.43.602 |
| 4    | John McGuinness | Honda CBR 600RR     | 124.306 mph    | 1:12.50.749 |
| 5    | James Hillier   | Kawasaki ZX-6R      | 123.668 mph    | 1:13.13.320 |
| 6    | Guy Martin      | Suzuki GSX-R 600    | 123.540 mph    | 1:13.17.846 |
| 7    | Cameron Donald  | Honda CBR 600RR     | 123.005 mph    | 1:13.36.985 |
| 8    | Dean Harrison   | Yamaha YZF R6       | 122.716 mph    | 1:13.47.386 |
| 9    | Dan Stewart     | Honda CBR 600RR     | 121,104 mph    | 1:14.46.332 |
| 10   | Daniel Cooper   | Triumph Daytona 675 | 120.359 mph    | 1:15.14.098 |

Giro più veloce: Michael Dunlop – 127.525 mph (17' 45.111) (giro 2).

### Superstock TT
3 giugno. 4 giri (150,73 miglia).
| Pos. | Pilota          | Motocicletta     | Velocità media | Tempo       |
| ---- | --------------- | ---------------- | -------------- | ----------- |
| 1    | Michael Dunlop  | Honda CBR 1000RR | 128.218 mph    | 1:10.37.404 |
| 2    | Gary Johnson    | Kawasaki ZX-10R  | 127.718 mph    | 1:10.53.981 |
| 3    | John McGuinness | Honda CBR 1000RR | 126.817 mph    | 1:11.24.207 |
| 4    | Dean Harrison   | Kawasaki ZX-10R  | 126.221 mph    | 1:11.44.459 |
| 5    | Bruce Anstey    | Honda CBR 1000RR | 125.857 mph    | 1:11.56.895 |
| 6    | James Hillier   | Kawasaki ZX-10R  | 124.505 mph    | 1:12.43.778 |
| 7    | Michael Rutter  | Honda CBR 1000RR | 123.915 mph    | 1:13.04.550 |
| 8    | Steve Mercer    | BMW S1000RR      | 123.501 mph    | 1:13.19.265 |
| 9    | William Dunlop  | Yamaha YZF R1    | 123.476 mph    | 1:13.20.125 |
| 10   | Ben Wylie       | BMW S1000RR      | 122.546 mph    | 1:13.53.523 |

Giro più veloce: Michael Dunlop – 131.220 mph (17' 15.114) (giro 4).

### TT Zero

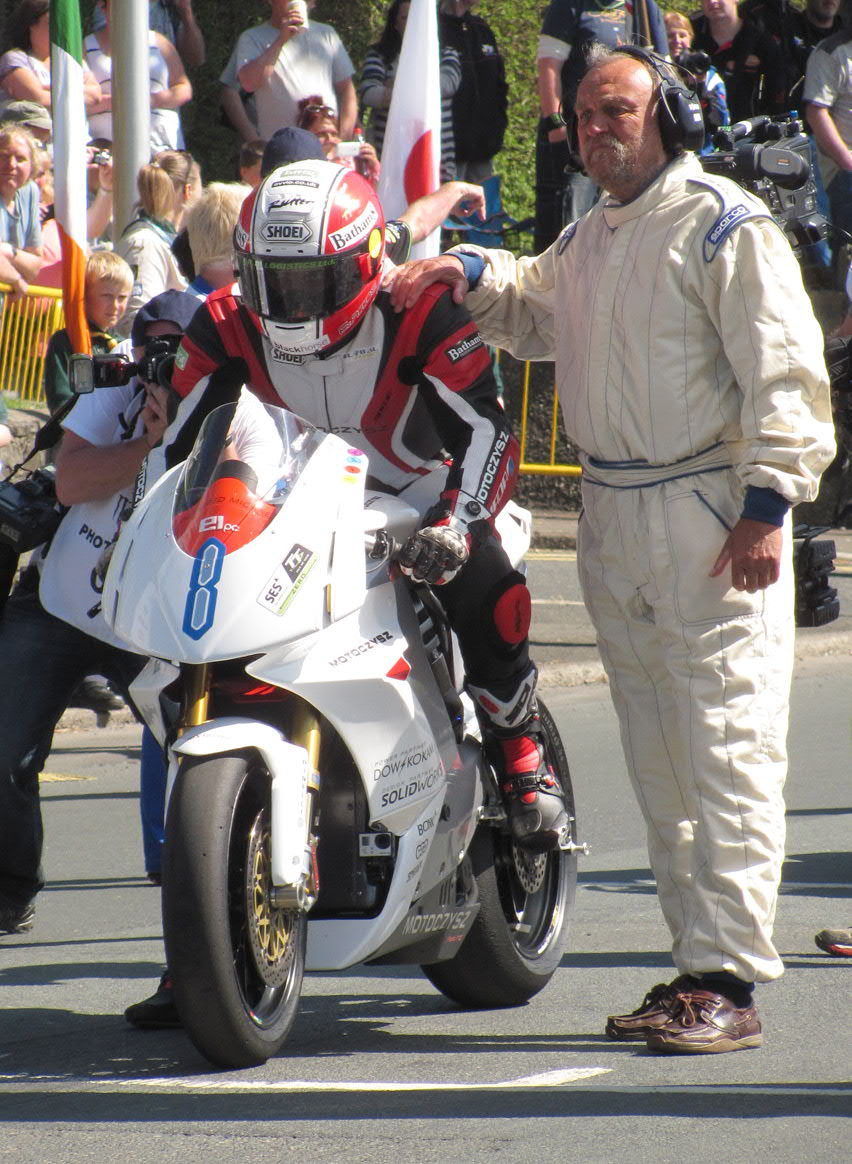
Michael Rutter, vincitore del TT Zero, prima della partenza

5 giugno. 1 giro (37,73 miglia).
| Pos. | Pilota              | Motocicletta         | Velocità media | Tempo      |
| ---- | ------------------- | -------------------- | -------------- | ---------- |
| 1    | Michael Rutter      | MotoCzysz E1pc       | 109.675 mph    | 20' 38.461 |
| 2    | John McGuinness     | Mugen Shinden Ni     | 109.527 mph    | 20' 40.133 |
| 3    | Robert Barber       | Buckeye Current EW-2 | 90.403 mph     | 25' 02.467 |
| 4    | George Spence       | Ion Horse 2011       | 88.096 mph     | 25' 41.822 |
| 5    | Chris McGahan       | Yamaha R6E           | 83.857 mph     | 26' 59.755 |
| 6    | Ian Lougher         | Komatti Mirai KM1S   | 81.515 mph     | 27' 46.300 |
| 7    | David Madsen-Mygdal | Imperial College     | 71.983 mph     | 31' 26.933 |
| 8    | Paul Owen           | Brunel BX            | 71.738 mph     | 31' 33.387 |

### Supersport Junior TT - gara 2
5 giugno. 4 giri (150,73 miglia).
| Pos. | Pilota          | Motocicletta     | Velocità media | Tempo       |
| ---- | --------------- | ---------------- | -------------- | ----------- |
| 1    | Michael Dunlop  | Honda CBR 600RR  | 125.997 mph    | 1:11.52.091 |
| 2    | Bruce Anstey    | Honda CBR 600RR  | 125.930 mph    | 1:11.54.404 |
| 3    | John McGuinness | Honda CBR 600RR  | 124.731 mph    | 1:12.35.882 |
| 4    | William Dunlop  | Yamaha YZF R6    | 124.703 mph    | 1:12.36.849 |
| 5    | Cameron Donald  | Honda CBR 600RR  | 124.429 mph    | 1:12.46.450 |
| 6    | James Hillier   | Kawasaki ZX-6R   | 123.712 mph    | 1:13.11.759 |
| 7    | Dean Harrison   | Yamaha YZF R6    | 123.086 mph    | 1:13.34.079 |
| 8    | Guy Martin      | Suzuki GSX-R 600 | 122.159 mph    | 1:14.07.563 |
| 9    | Gary Johnson    | MV Agusta F3 675 | 122.139 mph    | 1:14.08.326 |
| 10   | Conor Cummins   | Yamaha YZF R6    | 121.249 mph    | 1:14.40.951 |

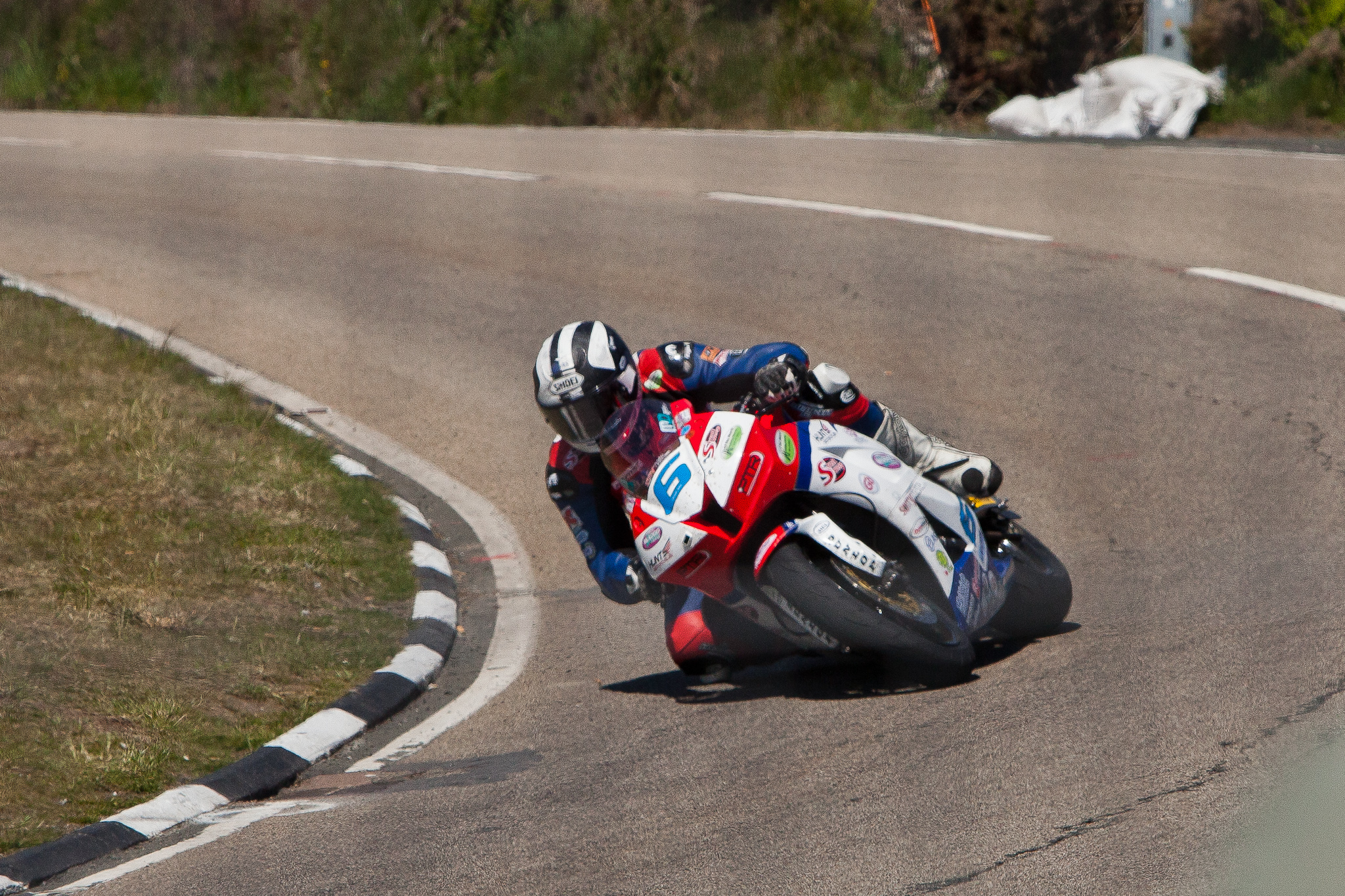
Michael Dunlop, vincitore di entrambe le gare della Supersport

Giro più veloce: Michael Dunlop – 128.667 mph (17' 35.659) (giro 2).

### Sidecar TT - gara 2
5 giugno. 3 giri (113,00 miglia).
| Pos. | Pilota          | Passeggero         | Motocicletta             | Velocità media | Tempo       |
| ---- | --------------- | ------------------ | ------------------------ | -------------- | ----------- |
| 1    | Ben Birchall    | Tom Birchall       | Hanni LCR                | 114.387 mph    | 59' 22.340  |
| 2    | Dave Molyneux   | Patrick Farrance   | DMR Kawasaki             | 113.832 mph    | 59' 39.692  |
| 3    | Conrad Harrison | Mike Aylott        | Shelbourne Honda 600 cm³ | 113.145 mph    | 1:00.01.445 |
| 4    | John Holden     | Andrew Winkle      | LCR 600 cm³              | 112.193 mph    | 1:00.31.976 |
| 5    | Gary Bryan      | Jamie Winn         | Baker Honda 600 cm³      | 109.786 mph    | 1:01.51.637 |
| 6    | Gary Knight     | Dan Knight         | DMR Kawasaki             | 109.078 mph    | 1:02.15.728 |
| 7    | Frank Lelias    | Charlie Richardson | LCR FII 600 cm³          | 109.042 mph    | 1:02.16.938 |
| 8    | Wayne Lockey    | Luke Capewell      | Ireson Honda             | 106.805 mph    | 1:03.35.221 |
| 9    | Dean Banks      | Ken Edwards        | LCR F2                   | 106.576 mph    | 1:03.3.430  |
| 10   | Mick Donovan    | Aaron Galligan     | Honda Ireson             | 106.574 mph    | 1:03.43.492 |

### Lightweight TT 650 cm³ Super-Twin
7 giugno. 3 giri (113,00 miglia)
| Pos. | Pilota         | Motocicletta     | Velocità media | Tempo       |
| ---- | -------------- | ---------------- | -------------- | ----------- |
| 1    | James Hillier  | Kawasaki 650 cm³ | 117.694 mph    | 57' 42.245  |
| 2    | Dean Harrison  | Kawasaki 650 cm³ | 116.565 mph    | 58' 15.763  |
| 3    | Conor Cummins  | Kawasaki 650 cm³ | 115.798 mph    | 58' 38.909  |
| 4    | Ivan Lintin    | Kawasaki 650 cm³ | 112.115 mph    | 58' 43.135  |
| 5    | Jamie Hamilton | Kawasaki 650 cm³ | 115.405 mph    | 58' 50.911  |
| 6    | Michael Rutter | Kawasaki 650 cm³ | 115.063 mph    | 59' 01.401  |
| 7    | Cameron Donald | Kawasaki 650 cm³ | 114.264 mph    | 59' 26.172  |
| 8    | Chris Palmer   | Kawasaki 650 cm³ | 113.618 mph    | 59' 46.446  |
| 9    | Lee Johnston   | Kawasaki 650 cm³ | 112.867 mph    | 1:00.10.310 |
| 10   | Ian Lougher    | Kawasaki 650 cm³ | 112.094 mph    | 1:00.35.206 |

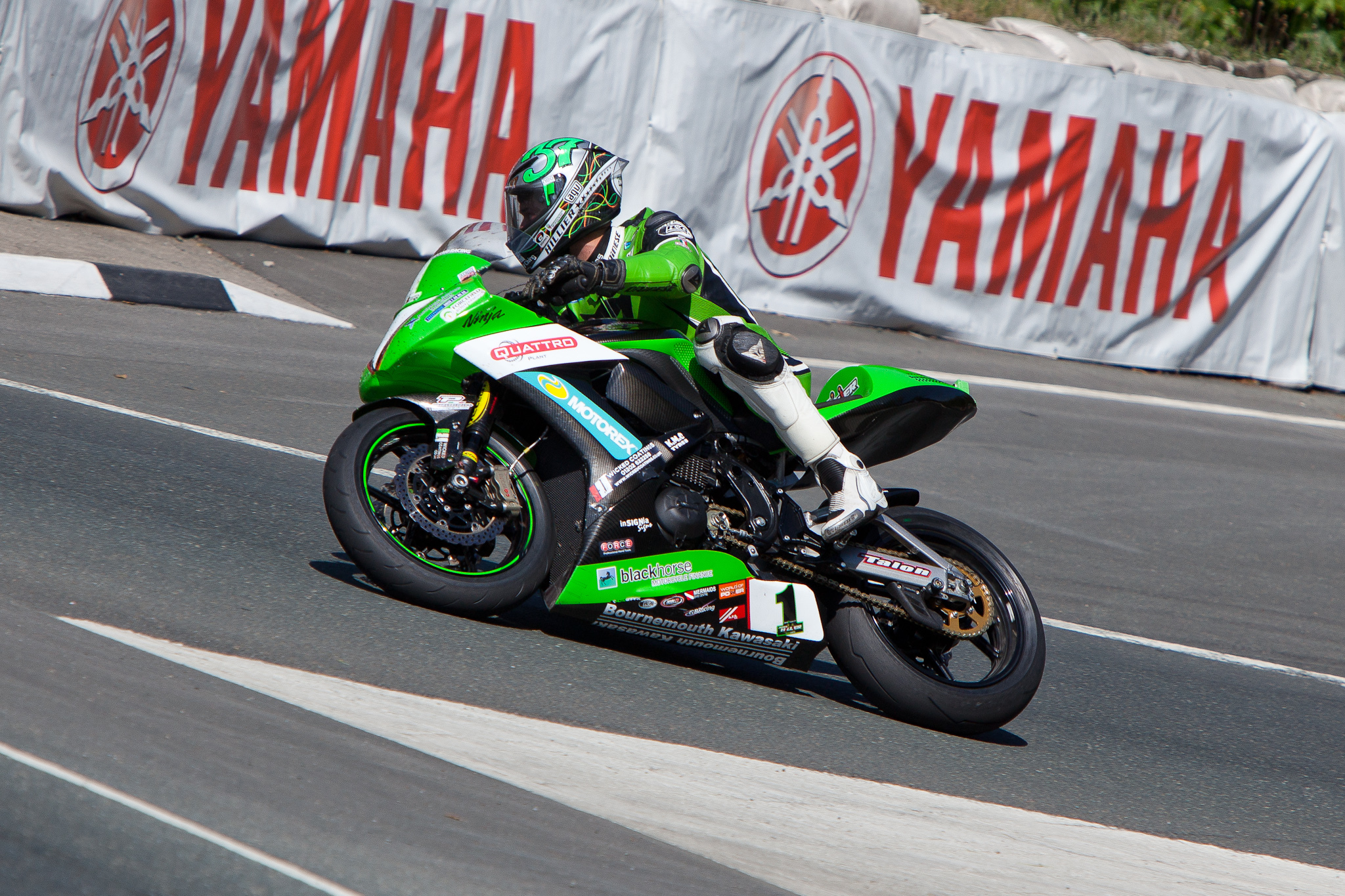
James Hillier, vincitore del Lightweight TT

Giro più veloce: James Hillier – 115.554 mph (19' 00.168) (giro 3).

### Senior TT
7 giugno. 6 giri (236,38 miglia)
| Pos. | Pilota          | Motocicletta      | Velocità media | Tempo       |
| ---- | --------------- | ----------------- | -------------- | ----------- |
| 1    | John McGuinness | Honda CBR 1000RR  | 128.943 mph    | 1:45.20.394 |
| 2    | Michael Dunlop  | Honda CBR 1000RR  | 128.737 mph    | 1:45.30.486 |
| 3    | Bruce Anstey    | Honda CBR 1000RR  | 128.584 mph    | 1:45.37.999 |
| 4    | James Hillier   | Kawasaki ZX-10R   | 128.565 mph    | 1:45.38.977 |
| 5    | Guy Martin      | Suzuki GSX-R 1000 | 127.851 mph    | 1:46.14.371 |
| 6    | Michael Rutter  | Honda CBR 1000RR  | 127.435 mph    | 1:46.35.167 |
| 7    | William Dunlop  | Yamaha YZF R1     | 126.716 mph    | 1:47.11.428 |
| 8    | Dean Harrison   | Kawasaki ZX-10R   | 127.102 mph    | 1:48.42.322 |
| 9    | Dan Stewart     | Honda CBR 1000RR  | 124.079 mph    | 1:49.28.127 |
| 10   | David Johnson   | Kawasaki ZX-10R   | 123.966 mph    | 1:49.34.111 |

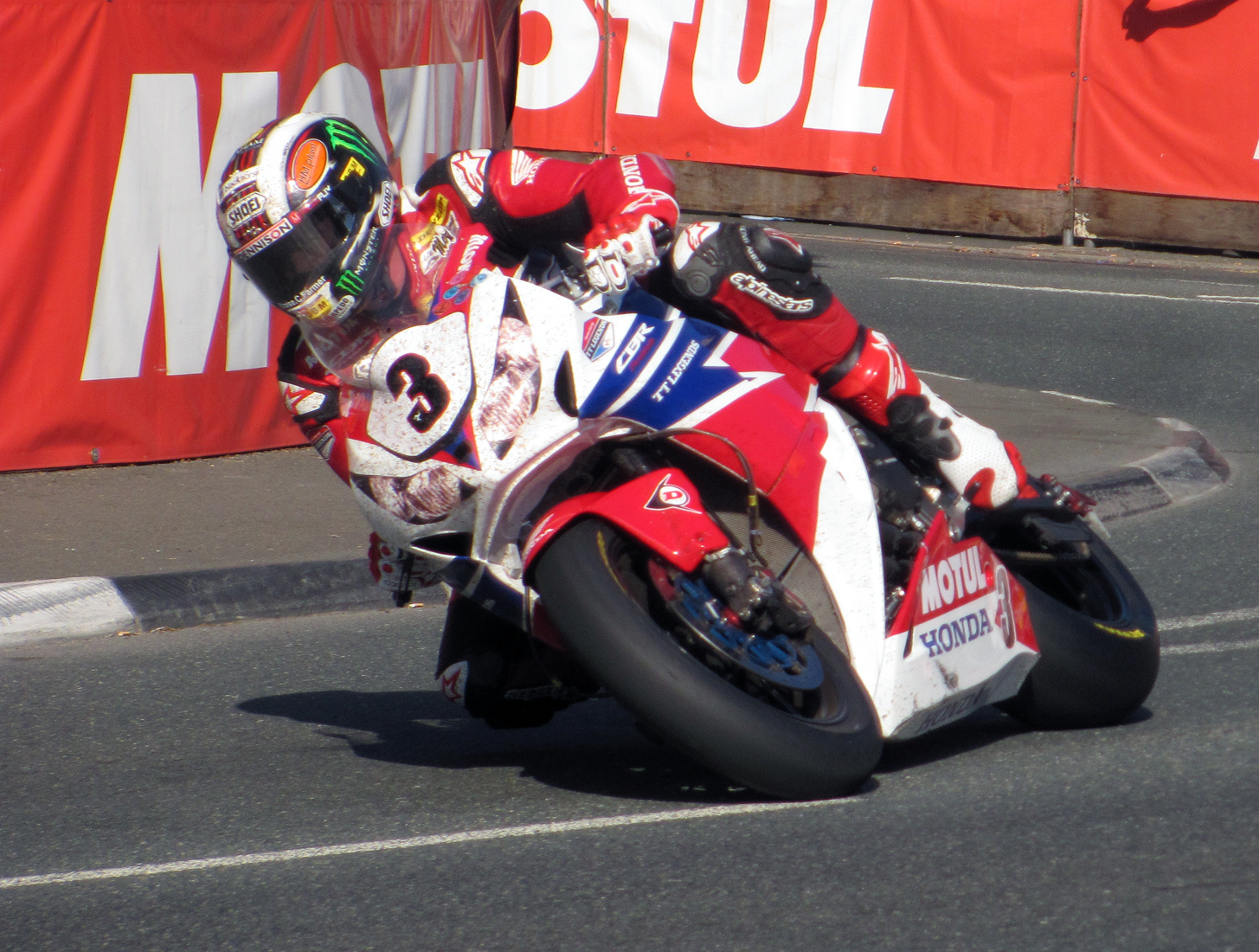
John McGuinness, vincitore del Senior TT

Giro più veloce: Bruce Anstey – 131.531 mph (17' 12.671) (giro 6).